# جوناثان إنجلش
جوناثان إنجلش (بالإنجليزية: Jonathan English)‏ هو كاتب سيناريو ومنتج أفلام ومخرج أمريكي، ولد في القرن العشرين.

## وصلات خارجية
- جوناثان إنجلش على موقع IMDb (الإنجليزية)
- جوناثان إنجلش على موقع ألو سيني (الفرنسية)
- جوناثان إنجلش على موقع أول موفي (الإنجليزية)
- جوناثان إنجلش على موقع قاعدة بيانات الأفلام السويدية (السويدية)
- جوناثان إنجلش على موقع قاعدة بيانات الفيلم (الإنجليزية)
- جوناثان إنجلش على موقع كينوبويسك (الروسية)